# Hästtjärnen (Skellefteå socken, Västerbotten)
Hästtjärnen är en sjö i Skellefteå kommun i Västerbotten och ingår i Skellefteälvens huvudavrinningsområde.